# (8013) Gordonmoore
(8013) Gordonmoore ist ein erdnaher Asteroid des Amor-Typs, der am 18. Mai 1990 von der amerikanischen Astronomin Eleanor Helin am Palomar-Observatorium (IAU-Code 675) entdeckt wurde.
Der Himmelskörper wurde am 26. Mai 2002 nach Gordon Moore (1929–2023) benannt, dem Mitgründer des Technologiekonzerns Intel, der vor allem durch sein Mooresches Gesetz bekannt ist.